# Primula comata
Primula comata är en viveväxtart som beskrevs av Fletcher. Primula comata ingår i släktet vivor, och familjen viveväxter. Inga underarter finns listade i Catalogue of Life.